# Ортега, Маурисио
Маурисио Александр Ортега Хирон (исп. Mauricio Alexander Ortega Girón; род. 4 августа 1994, Апартадо, Антьокия) — колумбийский легкоатлет, специалист по метанию диска. Выступает за сборную Колумбии по лёгкой атлетике с 2011 года, чемпион Игр Центральной Америки и Карибского бассейна, чемпион Южной Америки и Южноамериканских игр, действующий рекордсмен Южной Америки, участник двух летних Олимпийских игр.

## Биография
Маурисио Ортега родился 4 августа 1994 года в городе Апартадо департамента Антьокия.
Впервые заявил о себе в лёгкой атлетике на международном уровне в сезоне 2011 года, когда вошёл в состав колумбийской национальной сборной и выступил на юношеском мировом первенстве в Лилле, где в зачёте метания диска стал четвёртым. Также в этом сезоне одержал победу на чемпионате Южной Америки среди юниоров в Медельине, установив национальный юниорский рекорд — 58,48 метра.
В 2012 году занял девятое место на юниорском мировом первенстве в Барселоне, победил на молодёжном южноамериканском первенстве в Сан-Паулу.
В 2013 году взял бронзу на чемпионате Южной Америки в Картахене, получил серебро на юниорском панамериканском первенстве в Медельине, был лучшим на юниорском южноамериканском первенстве в Ресистенсии и на Боливарианских играх в Трухильо.
В 2014 году победил на Южноамериканских играх в Сантьяго и на молодёжном южноамериканском первенстве в Монтевидео, занял четвёртое место на иберо-американском чемпионате в Сан-Паулу, стал серебряным призёром на Играх Центральной Америки и Карибского бассейна в Веракрусе.
В 2015 году превзошёл всех соперников на чемпионате Южной Америки в Лиме, был седьмым на Панамериканских играх в Торонто и одиннадцатым на чемпионате мира в Пекине.
Выполнив олимпийский квалификационный норматив (65,00), удостоился права защищать честь страны на летних Олимпийских играх 2016 года в Рио-де-Жанейро — в программе метания диска на предварительном квалификационном этапе показал результат 61,62 метра, чего оказалось недостаточно для выхода в финал.
После Олимпиады в Рио Ортега остался действующим спортсменом на ещё один олимпийский цикл и продолжил принимать участие в крупнейших международных стартах. Так, в 2017 году он выиграл чемпионат Южной Америки в Асунсьоне и выступил на чемпионате мира в Лондоне.
В 2018 году был лучшим на Южноамериканских играх в Кочабамбе, на Играх Центральной Америки и Карибского бассейна в Барранкилье и на иберо-американском чемпионате в Трухильо.
В 2019 году выиграл южноамериканский чемпионат в Лиме, стал пятым на Панамериканских играх в Лиме, отметился выступлением на чемпионате мира в Дохе.
В июле 2020 года на соревнованиях в португальском Лувелье установил ныне действующий рекорд Южной Америки и национальный рекорд Колумбии в метании диска — 70,29 метра.
Преодолев олимпийский квалификационный норматив (66,00), благополучно прошёл отбор на Олимпийские игры в Токио — на сей раз сумел выйти в финал, где метнул диск на 64,08 метра и занял итоговое седьмое место.